# Toyota Quick Delivery
Der Quick Delivery (japanisch クイックデリバリー) ist ein kastenförmiger Kleintransporter der japanischen Automobilmarke Toyota. Er war speziell für die Auslieferung schwerer Waren innerhalb großer Städten im Landverkehr konzipiert. 
Erstmals auf den Markt gebracht wurde der Quick Delivery im Frühjahr 1982. Auf Wunsch konnten die QDs (Kurzform) auch zu Kühllastkraftwagen, zu Wohnmobilen oder zu weiteren Ausführungen umgebaut werden.
Die Idee zu dem Kleintransporter kam von der Transportgesellschaft Yamato Transport Co.,Ltd. Unter dem Projektnamen Araco entwickelte Toyota dann im Auftrag eine passende Konstruktion und setzte diese auf den Rahmen des ToyoAce. Anschließend wurden die Konstruktionen aneinander angepasst und die Konstruktion durch zusätzliche Materialien und Sicherheitsstreben gefestigt.
Die Fahrzeuge waren auf Wunsch mit einem 4-Gang-Automatikgetriebe oder einem manuellen 5-Gang-Getriebe lieferbar.

## Modellübersicht

### Quick Delivery 100 (LH8#VH; 1982–2000)

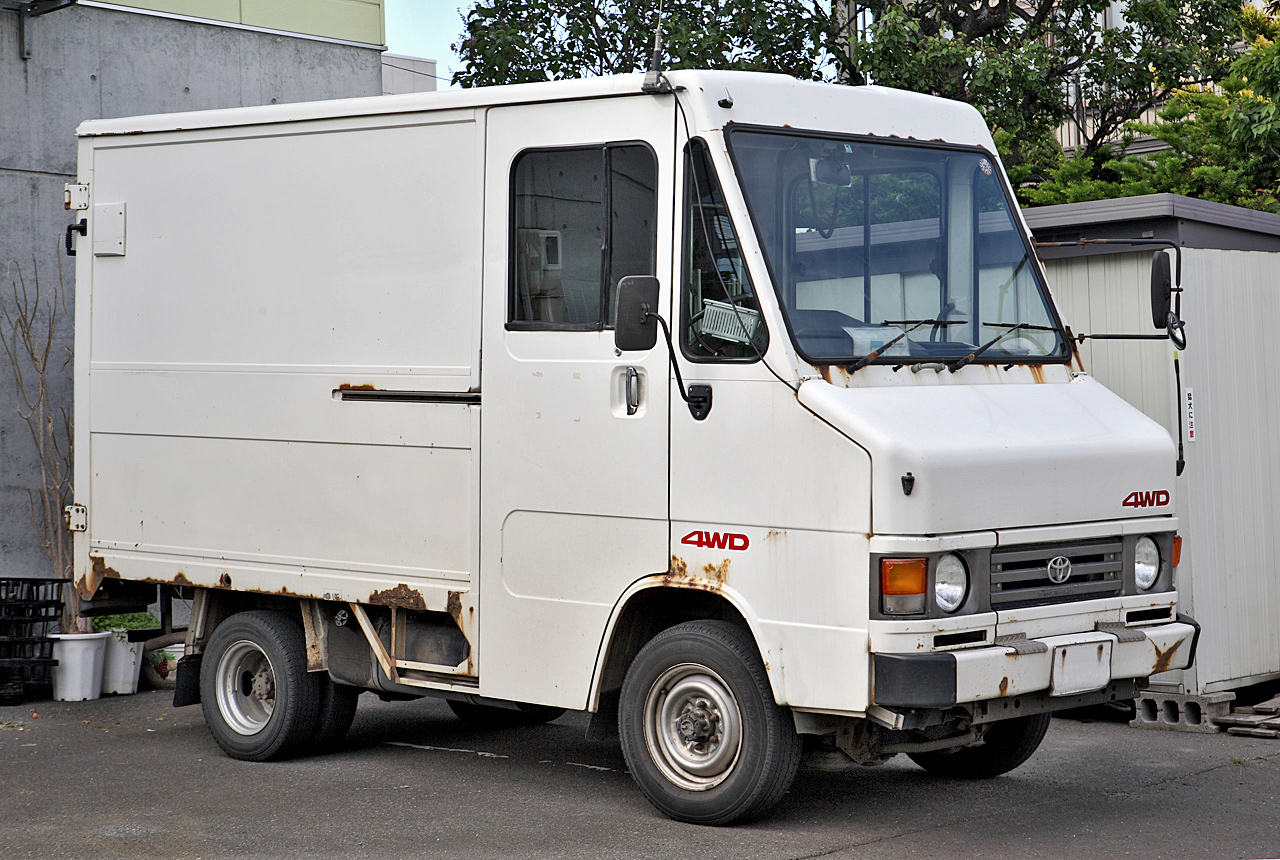
Toyota Quick Delivery 100

Der Auftakt der Modellbaureihe begann im Frühjahr 1982 mit der Etablierung des Quick Delivery 100, der auf dem ToyoAce aufgebaut wurde. Die Konstruktion ließ eine Maximalbeladung von 1,25 Tonnen zu. Lieferbar war der Quick Delivery der LH8#VH-Generation nur mit permanenten Allradantrieb. Angetrieben wurde das Fahrzeug von einem Hino LH8#VH mit einem 3-Liter-Hubraum.
1995 wurde dieser Motor von einer neuen Motorenvariante mit etwa 2 Liter Hubraum ersetzt, um die aktuellen vorgeschriebenen Emissionswerte einzuhalten. Im Jahre 2000 stellte Toyota dann die Produktion des LH8#VH ein.

### Quick Delivery MC (BU68VH/RZU68VH; 1986–1999)

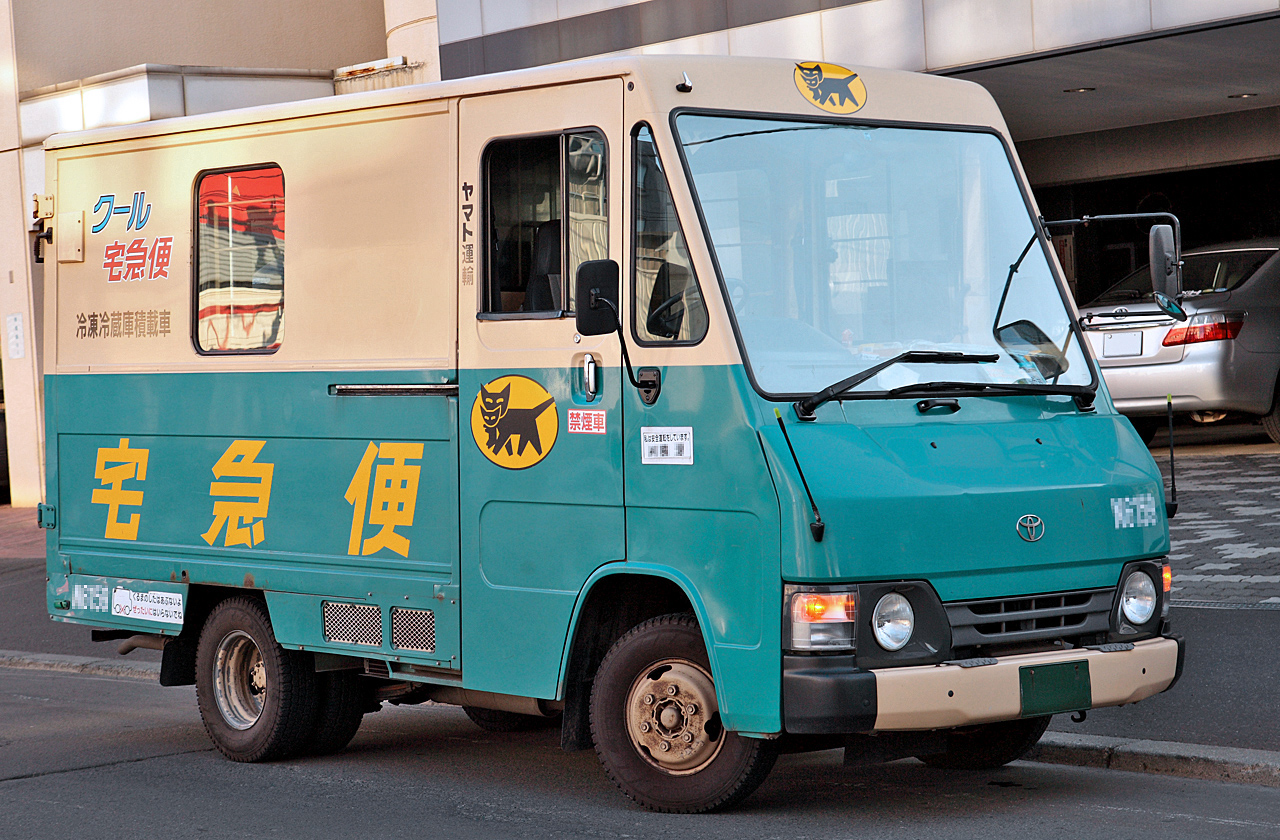
Toyota Quick Delivery MC

Der Quick Delivery MC wurde als zweite Modellversion im Januar 1986 in das Modellprogramm aufgenommen. 
Bei der neuen Version konnten nun bis zu zwei Tonnen Gesamtlast transportiert werden. Zur Motorisierung standen ein Toyota-3B-Motor mit einem Hubraum von 3,0 Litern und ein Toyota-B-Motor mit 3,4 L Hubraum zur Wahl.
Durch neue Emissionsvorschriften im Jahre 1994 mussten die Motoren derer angepasst werden. Zur gleichen Zeit wurde aber auch das Interior überarbeitet und mit neuen Stilelementen aufgefrischt.
Im Herbst 1999 wurde die Produktion des MCs auf Grund zu geringer Nachfrage eingestellt.

### Quick Delivery 200 (BU28#K/#ZU28#K; 1999–2011)

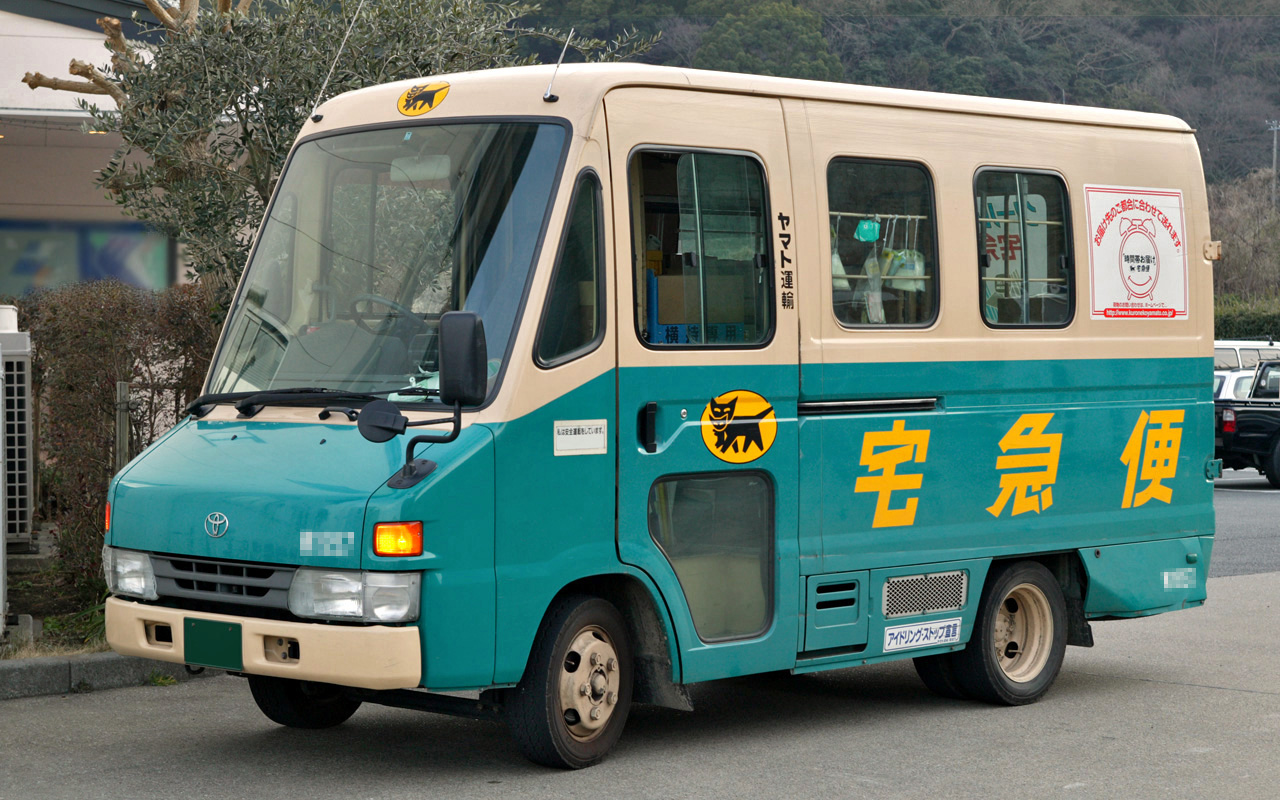
Toyota Quick Delivery 200

Der Quick Delivery 200 erschien 1999 als Nachfolger des MCs. Erstmals wurde der Name nun als QD abgekürzt. 
Beim QD200 setzt Toyota einen 4B-Motor (Dieselmotor) mit einem Hubraum von 3,7 Litern ein. 2000 fügte Toyota eine LPG-Variante mit einem 2,7 Liter großen 3RZ-Motor zu einer Motorenauswahl hinzu. Bei den Kunden blieb der Diesel bislang jedoch die beliebtere Version.
Hino entwickelte 2007 für den QD200 im Auftrag der Toyota Motor Corporation einen Common-Rail-Diesel mit Direkteinspritzung des Types N04C-TN, welcher seit dem 25. Oktober 2006 offiziell angeboten wird. Ab dem gleichen Zeitpunkt setzt Toyota ein neues Getriebe für den QD200 ein, der das ältere 5-Gang-Getriebe ablöste.
Eine erhebliche Änderung führte das Unternehmen schließlich am 4. September 2007 durch. Erneut wurde das Getriebe durch eine neuere Art ersetzt, um eine von der Wirtschaft geforderte Verringerung des Kraftstoffverbrauches durchzusetzen. So auch bei der Automatikausführung. Derzeit ist der QD200 bei den japanischen Ministerien als Niedrig-Emissions-Fahrzeug eingestuft und beschert dadurch den Kunden mit Steuervergünstigungen. Eine entsprechende Genehmigung wurde vom Ministerium für Land und Wirtschaft erteilt, die den QD200 mit dem Umweltpreis prämierte. Im September 2011 endete die Produktion des QD200 schließlich.

### Quick Delivery Y200 (LY22#K; 2001–2003)

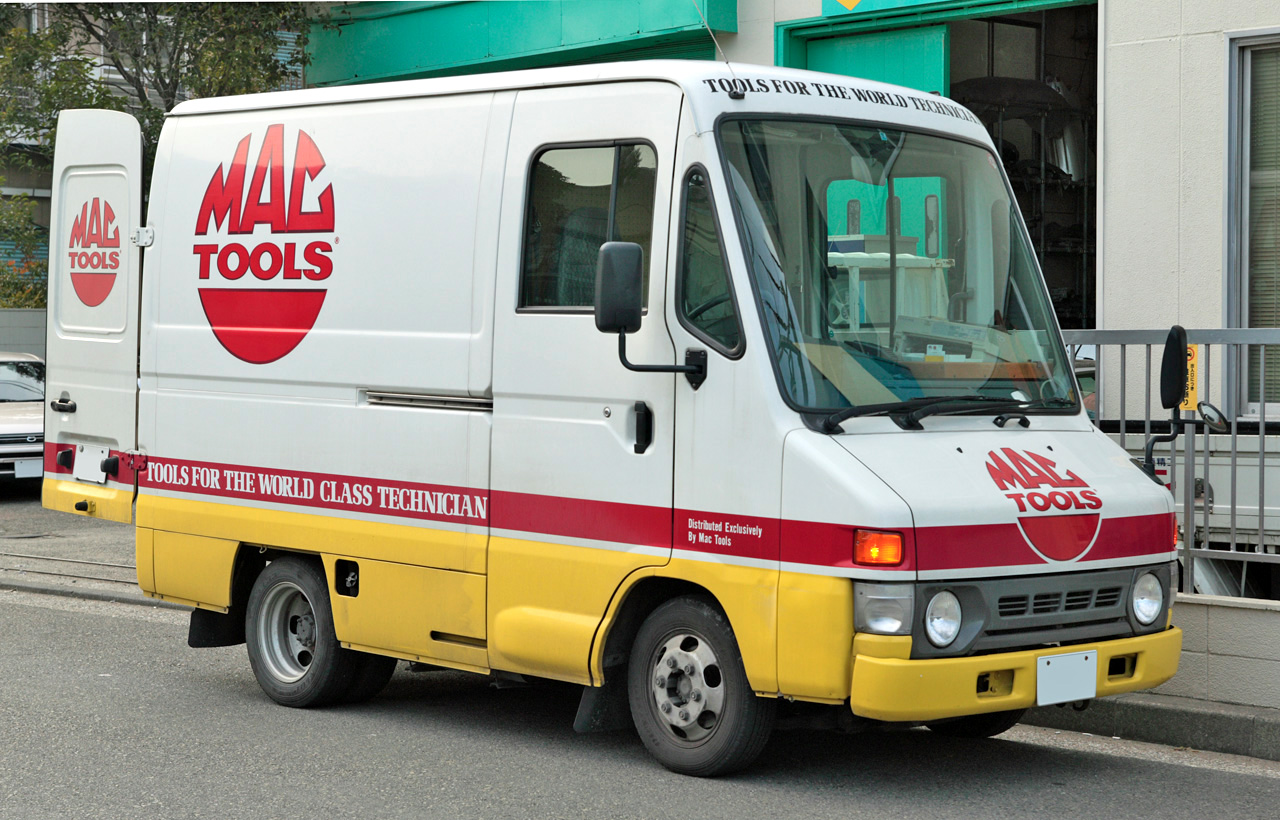
Toyota Quick Delivery Y200

Zur Ablösung des Quick Delivery 100 präsentierte Toyota im Januar 2001 den neuen Quick Delivery Y200. Ebenfalls wie dessen Vorgänger war der Y200 für eine maximale Zuladung von 1,25 Tonnen Gewicht ausgelegt. Für den Antrieb verwendete Toyota den hauseigenen 5L-Motor. 2003 wurde die Produktion des Y200 auf Grund zu geringer Nachfrage eingestellt.